# Rote Falken

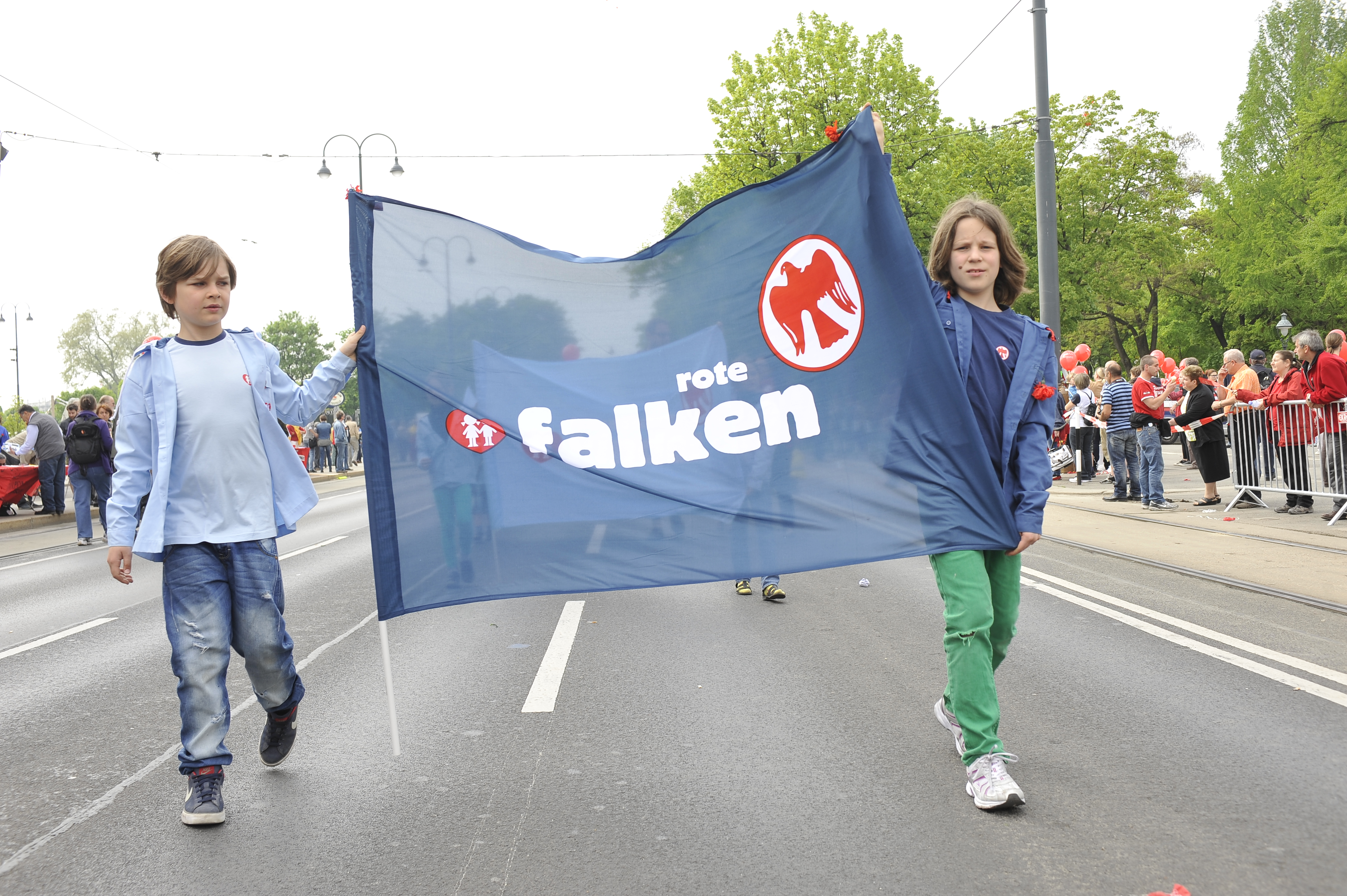
Roten Falken am 1. Mai 2013

Die Roten Falken sind ein Jugendverband in deutschsprachigen Ländern. Entstanden in der Zwischenkriegszeit, sollen sie dem Nachwuchs sozialistisch geprägter Familien eine sinnvolle Freizeitbeschäftigung ermöglichen. Das Ziel der Kinder- und Jugendgruppen ist die sinnvolle und attraktive Freizeitgestaltung durch Gruppenstunden, Ausflüge und Zeltlager.

## Österreich
In Österreich sind sie Teil der österreichischen Kinderfreunde und als solche eine Vorfeldorganisation der SPÖ. Sie sind sowohl pädagogisch als auch politisch tätig. Bei den Roten Falken gibt es keine Mitgliedschaft im eigentlichen Sinne. Die Kinder und Jugendlichen müssen weder einen Mitgliedsbeitrag bezahlen, noch müssen sie oder ihre Eltern eine Beitrittserklärung unterschreiben.

### Gründung
Die Roten Falken wurden 1925 von Anton Tesarek gegründet. Sie wurden aus dem Gedanken heraus gegründet, dass die 12- bis 15-Jährigen in den Kinderfreundegruppen mit den Jüngeren nicht gut zusammen passten. Ein Grundgedanke war und ist es auch nach wie vor, dass Jugendliche selbst die Verantwortung für die Rote Falken Gruppe übernehmen. Die Roten Falken wollten den Arbeiterkindern eine Abwechslung zum Stadtalltag bieten. Die jungen Proletarierkinder sollten an die frische Luft kommen, und einen Sinn fürs Leben bekommen. 1926 fand das erste Bundestreffen in Steyr statt, an dem knapp 600 Falken teilnahmen.
Die Falkenbewegung beeinflusste auch die Kinderfreundebewegung im Deutschen Reich, die Ideen und Formen in abgeänderter Form übernahm.

### Verbot
In Folge der Februarkämpfe 1934 gegen die Austrofaschisten wurden die Roten Falken, wie auch alle anderen Organisationen der Arbeiterbewegung verboten.

### Wiedergründung
Nach der Kriegsniederlage des Deutschen Reichs 1945 gründeten sich auch die Roten Falken wieder.

### Traditionelle Kleidung
Das Blauhemd und das rote Halstuch soll auf die Tradition der Arbeiterbewegung hinweisen. Die klassischen Arbeiter trugen blaue Jacken und Hosen, die sogenannte „Schlosserkluft“. Das Rote Tuch weist auf die rote Fahne der Arbeiterbewegung hin.

## Schweiz
In der Schweiz entstanden die Kindergruppen der Kinderfreunde und die Roten Falken in der Arbeiterbewegung der Zwischenkriegszeit. In den besten Zeiten zählten die Roten Falken in der Schweiz dreitausend Mitglieder. Heute ist die Zahl auf weniger als einhundert gesunken. Nur die Sektion Zürich besteht seit 1929 ohne Unterbrechung und erlebt seit der Jahrtausendwende einen Aufschwung. Seit 2014 bestehen in Zürich zwei Ortsgruppen. Die Sektion in Bern wurde bereits 2008 reaktiviert. Der Verein Kinderfreunde Biel bietet ökopädagogische Lager und Anlässe an.

### Geschichte
Bevor die Sozialdemokratische Partei der Schweiz eine eigene Kinderorganisation hatte, gab es bereits ab 1910 in Zürich den «sozialdemokratischen Schulverein». Die Abspaltung der Kommunistischen Partei 1920/21 schwächte die sozialistische Erziehungsarbeit empfindlich.
In Biel entstand eine Gruppe («Arbeitervereins Kinderfreunde Biel») bereits 1922, gegründet durch Albert Hofer (1873–1963). Im gleichen Jahr gründeten Anny Klawa-Morf und Karl Geissbühler in Bern eine Kinderfreunde-Gruppe. Die erste Zürcher Falkengruppe wurde 1929 durch die Geschwister Zöbeli in Zürich 9 gegründet. Eine weitere Gruppe entstand am 1. Juni 1933 in Wiedikon unter dem Namen «Kinderfreunde Zürich 3» und am 3. März 1956 erfolgte die Gründung der «Kinderfreunde Zürich 9». Die beiden Kindergruppen schlossen sich 1974 zusammen. Weitere Gruppen der Roten Falken bestanden auch in Burgdorf, Basel und weiteren Städten und Ortschaften in der Schweiz. Nach dem Besuch des bekannten Förderer der internationalen Kinderfreundebewegung Max Winter, wurde 1927 die Landeskonferenz der Schweizerischen Kinderfreunde-Organisationen (LASKO) gegründet, welche in ihrer Blütezeit 41 Sektionen mit 180 Helfern und 3000 Kindern und Jugendlichen aufwies. 1996 wurde die Landeskonferenz aufgelöst.

## Internationales
Die Roten Falken sind international organisiert im IFM-SEI.
Schwesterverband in Deutschland ist die Sozialistische Jugend Deutschlands (SJD) – Die Falken, die ebenfalls Rote-Falken-Gruppen bilden (Rote-Falken-Ring für die 12- bis 14-Jährigen).